# Chris Irwin
Christopher Frank Stuart „Chris“ Irwin (* 27. Juni 1942 in London) ist ein ehemaliger britischer Automobilrennfahrer.

## Karriere
Beim ersten Einsatz am 16. Juli 1966 in der Formel-1 verfehlte er beim Großen Preis von Großbritannien in einem Brabham BT11-Repco mit dem siebten Rang nur knapp die ersten Meisterschaftspunkte. Am 25. September desselben Jahres kam Irwin, als Ersatzfahrer für Denis Hulme im Formel-2 Brabham-Honda BT18, zum ersten Einsatz im französischen Albi, wo er auf den dritten Platz fuhr. 1967 verpflichtete ihn das britische Privatteam Reg Parnell Racing zum Großen Preis der Niederlande, wo er Piers Courage ersetzte. Jedoch fuhr er im unzuverlässigen B.R.M.-Chassis nur vier von neun Rennen zu Ende. Sein bestes und gleichzeitig einziges Endergebnis in den Punkten war der fünfte Platz beim Großen Preis von Frankreich 1967 trotz eines Motorschadens an vierter Stelle liegend kurz vor Rennende.
Nach seiner kurzen Formel-1-Karriere gewann Irwin 1968 in einem Formel-2-Wagen das Eifelrennen auf der Südschleife des Nürburgrings. Irwin auf Lola-Cosworth fuhr die 30 Runden bzw. 232,410 km in 1:25,09,8 Stunden; Zweiter mit 25,4 Sekunden Rückstand wurde Kurt Ahrens jr.
Am 17. Mai 1968 verunglückte Irwin beim Training zum 1000-km-Rennen auf dem Nürburgring im Streckenabschnitt Flugplatz mit seinem Ford P68, den er sich mit Pedro Rodríguez teilte, schwer. Nach einer Bodenwelle erhielt der Wagen Unterluft, hob stark ab und überschlug sich. Dabei erlitt der Fahrer erhebliche Kopfverletzungen. Dass der Wagen ein damals hochmodernes, genietetes Aluminium-Monocoque hatte, rettete ihm vermutlich das Leben. Nach diesem schweren Unfall zog sich Irwin vollständig vom Motorsport zurück.
Heute lebt er zurückgezogen im englischen Rutland.

## Statistik

### Le-Mans-Ergebnisse
| Jahr | Team           | Fahrzeug        | Teamkollege    | Platzierung | Ausfallgrund |
| ---- | -------------- | --------------- | -------------- | ----------- | ------------ |
| 1967 | Lola Cars Ltd. | Lola T70 Mk.III | Peter de Klerk | Ausfall     | Benzinpumpe  |

### Einzelergebnisse in der Sportwagen-Weltmeisterschaft
| Saison | Team      | Rennwagen | 1   | 2   | 3   | 4   | 5   | 6   | 7   | 8   | 9   | 10  | 11  | 12  | 13  | 14  |
| ------ | --------- | --------- | --- | --- | --- | --- | --- | --- | --- | --- | --- | --- | --- | --- | --- | --- |
| 1967   | Lola Cars | Lola T70  | DAY | SEB | MON | SPA | TAR | NÜR | LEM | HOK | MUG | BRH | CCE | ZEL | OVI | NÜR |
| 1967   | Lola Cars | Lola T70  |     |     |     | DNF |     |     |     |     |     |     |     |     |     |     |